# Андрощук Володимир Іванович
Володимир Іванович Андрощук (нар. 18 серпня 1938, хутір Горечів нині Володимирського району Волинської області — 17 лютого 2004) — український кінорежисер, сценарист, журналіст.

## Дитинство
Народився у національно свідомій родині. Був мимовільним свідком зародження ОУН-УПА, учасником якої був його батько — Іван Микитович. Напередодні Другої світової хату їхню спалили поляки і мати, рятуючись від переслідувань, переселилася з малими дітьми у Володимир-Волинський, де В. І. Андрощук по війні закінчив середню школу.

## Освіта
1961 року, відслуживши в армії, Андрощук вступив на щойно відкритий кінофакультет Київського державного театрального інституту ім. Карпенка-Карого на курс його засновника — режисера кіно і театру Віктора Івченка. Це був перший призов українського національного кінематографа, у який ввійшли такі яскраві зірки як Іван Миколайчук, Броніслав Брондуков та інші.

## Кар'єра і творчість
Після закінчення кіно факультету Володимир Андрощук 10 років працював режисером Львівської телестудії, а решту життя — режисером-документалістом на студії «Укртелефільм». В його доробку близько сотні документальних фільмів на актуальні теми того часу, зокрема, захисту природи Карпат, озера Світязь, збереження історичних пам'яток, народних традицій, розвою української національної культури. Багато з них ввійшли до золотого фонду українського кінолітопису, а деякі й досі актуальні. І все тому, що Андрощук, як писали про нього газети", «ніколи не знімав документальні фільми на злобу дня минущого, а задля дня грядущого». Масштабність його режисерського мислення і бачення була оцінена «в Москві». Незважаючи на неприховану «пристрасну закоханість» в Україну, якою були пронизані усі його документальні стрічки, всесоюзний «худсовєт» відкривав їм дорогу на всесоюзні кіноекрани. І він цим своїм внеском «в українізацію» Союзу дуже гордився, але в глибині душі мріяв про художнє кіно. У його домашньому архіві збереглися начерки сценарії задуманих фільмів, переважно, історичних.
Володимир Андрощук був серед тих митців, хто з радістю зустрів Перестройку і кинувся в боротьбу за незалежну Україну. Робота над документальним фільмом «Минуле нагадує» або «Дем'янів лаз», в якому вперше були розсекречені звірства НКВД стосовно свідомих українців Прикарпаття, стала для Андрощука сатисфакцією за всі митарства і заборони в радянські часи.
На межі 1980-1990-х він починає знімати свій перший художній історичний телефільм «…час збирати каміння», який приурочує Референдуму 1991 року. Успіх фільму надихає режисера продовжити над ним роботу. Він пише сценарій, збирає знімальну групу однодумців і в результаті у 1996 на екрани телевізорів виходить десятисерійний фільм про боротьбу українського народу за своє визволення на зорі XIX століття — «Час збирати каміння».
У фільмі знімалися такі відомі українські актори як Богдан Козак, Тарас Жирко, Юрій Суржа, Сергій Романюк, Любов Боровська, В'ячеслав Хім'як, Олександр Гринько та ін.
Кінорежисер збирався продовжити роботу над історичною кіноепопеєю про визвольні змаги українців з часів Богдана Хмельницького аж до Референдуму 1991 року і прийняття Декларації про Незалежність України Верховною Радою України у 1992-му. Але невблаганна смерть 17 лютого 2004 року обірвала подвижницькі задуми режисера.

## Родина
Дружина — письменниця Галина Тарасюк.

## Доробок
Неповний перелік телефільмів, створених кінорежисером Володимиром Андрощуком.

### Документальні фільми
- «Україна сьогодні» — кіножурнал на закордон (1970 р.),
- «Моршин», «Миргород» (1979 р),
- «Місто полум'яних зірок», «Діалоги на кордоні» (1980 р.)
- «Місто біля Карпат», "Ужгород (1981 р.)
- «І корів по осені рахують», (1982 р.)
- «Де Прут і тиса», (1982 р.)
- «Ліс рубають, тріски… не летять» (1982 р.)
- «Жива вода Карпат» (1983 р.),
- «Природи дар безцінний» (1984 р.)
- «Журавлиний клич» (1985 р.)
- «Львівський університет» (1986 р.)
- «Прорив», (1987 р.)
- «Чотири дні у травні» (1987 р.)
- «Верховина», (1988 р.)
- «Минуле нагадує» («Дем'янів лаз») (1988 р.)
- «Волинський ліс», (1989 р.)
- «Світязь», (1989 р.)
- «Княжий град» (1989 р.)

### Музичні фільми
- «Де Черемоша хвилі плинуть»,
- «Верховино, світку ти наш» (1970—1980 рр.).

### Телесеріали
- «…час збирати каміння» — 10 серій (1990—1996 рр.)